# Ingela Brander
Britt Ingela Brander, född 1 mars 1943 i Borås Caroli församling i dåvarande Älvsborgs län, är en svensk sångare, saxofonist och skådespelare.
Ingela Brander växte upp i Malmö dit hon kom som femåring med föräldrarna ingenjören, sedermera rektorn Curt Brander för Malmö tekniska institut och Brita, ogift Söderström. Hon var ensam kvinna bland 300 killar då hon genomgick ingenjörsutbildning vid Malmö tekniska institut och var sedan anställd först hos på IBM och senare hos Addo. Hon var med och utvecklade matematikmaskinen Vegematic 1000.
Redan vid sex års ålder började Ingela Brander spela saxofon och under 1960-talet var hon en framgångsrik artist. Hon turnerade i Europa, spelade in skivor, medverkade i svensk, dansk och tysk TV men också inom filmen. Hon uppträdde på den prestigefyllda restaurang Mikado i Tokyo under OS 1964. Brander flyttade tidigt utomlands och har i många år bott i Schweiz, men har under en period på fem år också varit bosatt i Charlottenlund i Danmark. År 1969 hoppade hon av scenkarriären och har sedan ägnat sig åt måleri samt bedrivit restaurang och bensinmack.
Hon uppmärksammandes särskilt av Anders Eldeman i Sveriges Radios nostalgiprogram Da capo söndagen den 23 november 2014.

## Diskografi i urval
- 1963 – Ich Spiel' So Gerne Saxophon / Die Mädchen Aus Schweden
- 1964 – Recital Ingela Brander
- 1964 – Warum Küßt Du Mich Nicht ? / Mississippi Riverboat
- 1964 – Küssen Kann Man Lernen / Dunkelblaue Augen Hatte Er
- 1965 – Tscha La La
- 1967 – Party Mit Ingela

## Filmografi i urval
- 1962 – Lykkens musikanter (dansk film)
- 1963 – Stiftungsfest der Fleißigen Biene (TV)
- 1963 – Weekend in Schwarz-Weiß (TV)
- 1963 – Zwei blaue Vergissmeinnicht
- 1968 – Lille mand, pas på ! (dansk film)